# Yvan Hoste
Pour les articles homonymes, voir Hoste.
Yvan Hoste est un footballeur belge, né le 8 décembre 1952 à Tongres (Belgique)

## Biographie
Yvan Hoste joue comme attaquant dans l'équipe première du KSK Tongres à partir de 1971. Le club limbourgeois évolue alors en Division 2. En 1974, il joue une finale de Coupe de Belgique perdue sur le score de 1 à 4  contre le KSV Waregem au Stade du Heysel. Yvan Hoste est meilleur buteur du Championnat en 1979 avec 20 buts, prouvant à la fois son efficacité offensive et l'arrivée au premier plan de son équipe.
En 1981, Tongres fini par être champion de Belgique D2 et accède parmi l'élite. L'attaquant se fait remarquer par les sélectionneurs : il est appelé à deux reprises dans le groupe des Diables Rouges en 1982 et joue un match international.
Mais les Limbourgeois ne restent que deux saisons en Division 1. En 1983, quittant son club formateur revenu en division inférieure, Yvan Hoste rejoint le FC Malines. Il joue deux saisons avec les Sang et Or.
Il termine sa carrière en Division 2 au Patro Eisden de 1985 à 1987. Il devient ensuite entraîneur de ce club en 1988-1989.

## Palmarès
- International en 1982 (2 sélections et 1 cap)
- 117 matches et 27 buts marqués en Division 1[3]
- 329 matches en Division 2[4]
- Champion de Belgique D2 en 1981 avec KSK Tongres
- Champion de Belgique D3 en 1971 avec KSK Tongres
- Meilleur buteur du Championnat de Belgique D2 en 1979 (20 buts)
- Finaliste de la Coupe de Belgique en 1974 avec KSK Tongres